# Podalonia minax
Podalonia minax är en biart som först beskrevs av Kohl 1901.  Podalonia minax ingår i släktet Podalonia och familjen grävsteklar. Inga underarter finns listade i Catalogue of Life.